# Porte Cailhau

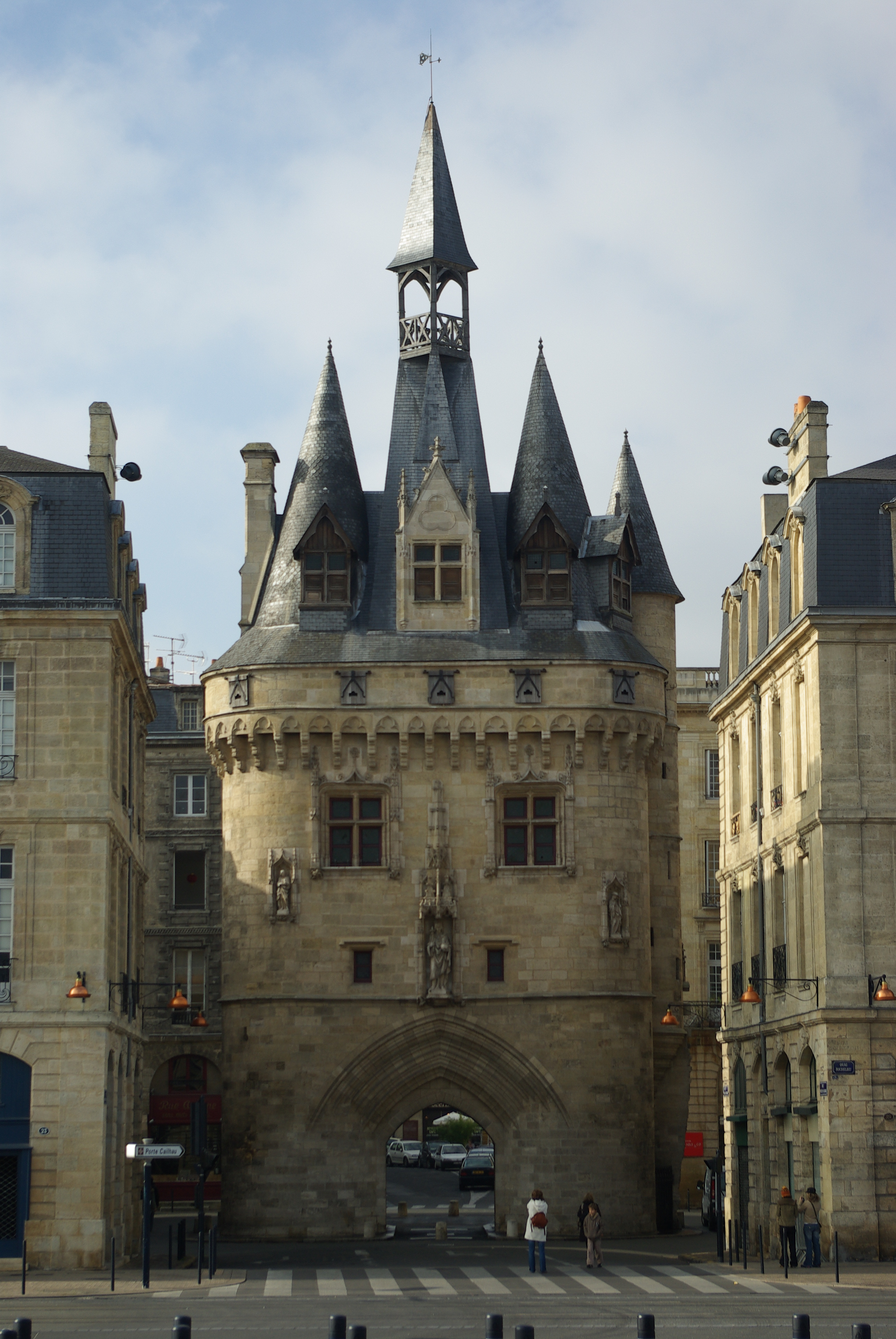
Porte Cailhau

Die Porte Cailhau ist ein früheres Stadttor in der französischen Stadt Bordeaux. Es wurde ab 1495 zu Ehren von Karl VIII. errichtet. Das Porte Cailhau steht seit dem 28. Mai 1883 unter Denkmalschutz.